# Tronchón
Tronchón est une commune d’Espagne, dans la Comarque du Maestrazgo, province de Teruel, communauté autonome d'Aragon.

## Les Templiers et les Hospitaliers
Au mois de juin 1272, Arnaud de Castelnou, maître de la province d'Aragon et de Catalogne avec l'assentiment des commandeurs Templiers de cette région (Baillie de Cantavieja (an)) accorde une charte de peuplement aux habitants de Tronchón .
La seigneurie est ensuite, lors de la dévolution des biens de l'ordre du Temple récupérée par les Hospitaliers de l'ordre de Saint-Jean de Jérusalem.